# Götz Kubitschek
Götz Kubitschek, född 17 augusti 1970 i Ravensburg, är en tysk förläggare, publicist och politisk aktivist. Han kommer från veckotidningen Junge Freiheits led och är medgrundare av Neue Rechte-tankesmedjan Institut für Staatspolitik (IfS). Sedan 2002 är han VD för bokförlaget Verlag Antaios (fram till 2012 Edition Antaios) med bas i Schnellroda. Sedan 2003 är han också ansvarig utgivare för tidskriften Sezession och driver den senare inrättade bloggen Sezession im Netz. Han har tagit initiativ till flera politiska kampanjer, som Konservativ-subversive Aktion (KSA) och Ein Prozent für unser Land; enligt betraktares åsikter bar han därtill ansvaret för utvecklingen av idéinnehållet bakom den identitära rörelsen (Identitäre Bewegung) i Tyskland, som har bedömts som högerextrem. 2015 var han flera gånger huvudtalare vid de högerpopulistiska Pegida-demonstrationerna i Sachsen. Vidare har han ett nära utbyte med östtyska företrädare för det högerpopulistiska partiet Alternativ för Tyskland (AfD). Kubitschek företräder völkisch-positioner och betraktas som en av de ledande aktörerna inom den nya högern (Neue Rechte) i Tyskland.